# Kurdské občanské sdružení
Kurdské občanské sdružení, zkratka KOS, je spolek zapsaný ve spolkovém rejstříku České republiky u Městského soudu v Praze.

## Dějiny KOS
Spolek navazuje na odkaz kurdských studentů, kteří v 60. letech 20. století studovali na vysokých školách v ČSSR. Jako první to byli studenti z Iráku, později z Turecka a Sýrie. Své volnočasové aktivity nejprve provozovali ve Svazu iráckých studentů, který působil jako součást Mezinárodního svazu studentstva. Později se z něj vyvinul Svaz kurdských studentů, působící v Československu i v zahraničí. Z něj pak v roce 2003 vzniklo KOS.
Stanovy spolku KOS byly zveřejněny v úředním rejstříku spolků. Předsedou výkonného výboru spolku je od 24. listopadu 2019 Martin Karim.

## Role KOS v integraci Kurdů
O roli KOS byla sepsána diplomová práce Role Kurdského občanského sdružení v procesu integrace Kurdů do české společnosti autorky Mgr. Daniely Pettrichové.
Citace z této diplomové práce, která popisuje vznik a historii spolku v širších souvislostech:
"I do České republiky nejdříve začali mířit kurdští studenti. Česká komunistická strana zasílala nabídky volných míst na školách Komunistické straně Iráku, v níž fungovalo i mnoho Kurdů, kteří měli velký zájem o to, aby tuto nabídku obdrželi i také kurdští studenti. Zároveň Mezinárodní svaz studentů, koordinoval činnost studentských svazů v různých zemích a snažil se umožnit studium těm, kteří si to nemohli z ekonomických nebo politických důvodů dovolit. (Vovsová, 1996). Tento okamžik lze tedy označit za začátek kurdské migrace na území ČR.
„V šedesátých letech sem přijelo asi 400 iráckých studentů, z toho bylo asi 130 Kurdů. Pak tu byli studenti ze Sýrie, Turecka a Íránu.“ (Vovsová, 1996, s. 18).
Přesně zaznamenat všechny vlny a počty Kurdů však nelze, protože oficiální statistiky vykazují cizince podle státní příslušnosti, nikoliv dle národnosti. Kurdistán neexistuje jako oddělený, nezávislý stát, a proto jsou Kurdové zahrnuti do kategorií, jako je Blízký východ, nebo jsou určováni dle země původu (Turecko, Irák, Írán nebo Sýrie).
Z veřejně přístupných údajů ze sčítání lidu z roku 2001 lze pouze zjistit, že se v České republice 202 osob hlásilo k turecké státní příslušnosti, z toho bylo 50 žen a 152 mužů. Ostatní skupiny se jevily statisticky nevýrazné, a proto nejsou samostatně vykazovány. V roce 2001 lze dle údajů shromážděných v českých statistikách o cizincích vyčíst, že se však na území ČR pohybovalo až 334 osob s tureckou státní příslušností. Avšak tato data nemohou být pro rok 2001 posuzována z hlediska druhu pobytu, neboť tento druh údajů začal být zveřejňován poprvé v roce 2003.  
V posledních deseti letech Turecko představuje jednu z pěti zemí, z nich přichází do České republiky nejvíce žadatelů o mezinárodní ochranu respektive o politický azyl. V roce 2008 žadatelé o mezinárodní ochranu z Turecka tvořili 15 % všech žadatelů. Irák zaujímá 10-12. místo. Počty žadatelů ze Sýrie se v poslední době zvyšují, takže začínají v posledních dvou letech převyšovat žadatele z Iráku a tvoří zhruba 2-3 %. Žadatelé z Íránu zůstávají nevýraznou skupinou, neboť se jedná o pouhé jednotlivce nepřevyšující 0,4 %. Můžeme předpokládat, že výrazné procento žadatelů o mezinárodní ochranu z těchto zemí představují právě Kurdové. Toto tvrzení nelze podložit žádným číslem jako tomu je u autora D'Angela (2008), který operuje se statistikou jazyka, kterým žadatelé o mezinárodní ochranu mluví. Ačkoliv tento druh statistiky není pro ČR k dispozici, lze se domnívat, že Kurdové tvoří výraznou skupinu mezi žadateli o azyl v Česku, neboť informace pro osoby, kterým byla udělena mezinárodní ochrana formou azylu, jsou mimo jiné přeloženy do kurdštiny, stejně jako informace pro osoby požívající doplňkovou ochranu.[zdroj?]

## KOS a Kurdové v evropské diaspoře

### Vznik rozsáhlé diaspory
Kurdské občanské sdružení je součástí organizované kurdské diaspory v Evropě. Její vznik je poměrně nedávným jevem. Kolem roku 1960 začali do Evropy přicházet za studiem na vysokých školách mladí kurdští intelektuálové. Většina jich pocházela z Iráku.
Již před rokem 1970 se rozvinula pracovní migrace Kurdů. Na základě mezinárodních dohod přicházely velké počty Kurdů, hlavně z Turecka, především do Německa (tzv. Gastarbeiter), ale také do Rakouska, Švýcarska a Francie. Od roku 1980 se kurdská migrace vyznačovala také uprchlickými vlnami. Mnoho Kurdů z Iráku směřovalo do Spojeného království, z Turecka především do Německa, z Íránu do Francie.
Kurdská diaspora v Evropě začala hrát významnou kulturní a politickou úlohu. Nabízela nový prostor intelektuální stimulaci, která uvnitř „Kurdistánu“ není možná (McDowall, 2004)[zdroj?].
Začalo docházet k rozvoji exilové kurdské literatury (také pomocí překladů z kurdských zdrojů v Kurdistánu) a hudby v Evropě, všeobecně se zvýšil zájem o kurdskou kulturu. Kurdská diaspora se stala klíčovým nástrojem pro prosazování kurdské národní identity. „V zemi původu zůstalo důležitou součástí identity příbuzenství a náboženství, což ale neplatí pro společenství v diaspoře. Politický názor ovládl všechny aspekty života.“ (McDowall, 2007, s. 458). V zahraničí postupně začaly vznikat kurdské instituce, které měly chránit kurdský jazyk a kulturu, popularizovat kurdskou otázku a přispět k lepší integraci Kurdů do jejich hostitelských zemí (Kurdish Institute of Paris [online], 2011a).
Jednou z významných osob kurdské diaspory je Dr. Abdul Rahman Ghassemlou, který studoval ve Francii a v Československu předtím, než se stal generálním tajemníkem exilové Demokratické strany íránského Kurdistánu. 

### Kurdské instituce v Evropě
Nejznámější kurdskou organizací je Kurdský institut v Paříži, který byl založen v roce 1983. Cílem institutu je udržet v kurdské komunitě znalost jazyka, historie a kulturního dědictví. Rovněž se pokouší přispět k integraci kurdských přistěhovalců v jejich hostitelské společnosti, ale také k propagaci kultury v zahraničí.
Historie kurdských organizací v Londýně ovšem sahá již k roku 1980, kdy začala vznikat řada kurdských kulturních spolků, komunitních center a organizací poskytujících služby, které reagovaly na specifické potřeby své komunity, chránily a podporovaly kulturní identitu.
Stále nejznámější organizací ve Spojeném království Velké Británie a Severního Irska je Kurdské kulturní centrum (The Kurdish Cultural Centre), které bylo založeno v roce 1985. Má poskytovat informace, rady a pomoc kurdským imigrantům. Také usiluje o zachování a podporu kurdského jazyka, umění, literaturu a kulturní dědictví (D„ Angelo, 2008). Také existují Centre for Kurdish Progress. a Kurdish Assembly.
V Belgii je nejznámější organizací Kurdský institut v Bruselu, jehož historie sahá až do roku 1978. Má posilovat povědomí o Kurdistánu prostřednictvím informací o historii, literatuře, společnosti a politice. Také má pomáhat Kurdům a jiným minoritám s integrací do belgické společnosti. Publikuje vlastní časopis, vybudoval knihovnu s kurdskou s Blízkovýchodní tematikou, a především se podílí na výzkumech. Institut pořádá kulturní programy a jazykové kurzy francouzštiny a kurdštiny.

#### Svaz kurdských studentů
KOS navázalo na činnost Svazu kurdských studentů, který vznikl v šedesátých letech 20. století. Svaz řešil problémy studentů, pořádal besedy, debaty o dění v Kurdistánu, organizoval oslavu svátku Newroz. To je kurdský svátek Nového roku, svátek jara. V překladu znamená nový den. Slaví se 21. března. Pro Kurdy je to nejdůležitější svátek.
svátek v roce. Slaví se tancem v kruhu, kde se drží muţi i ženy za ruce. Nejlépe se slaví v přírodě u velkých ohňů. Oslav se účastní desetitisíce nebo statisíce osob na jednom místě (Vovsová, 1996). Lidé v tomto svazu „demonstrovali, psali protestní dopisy, rozdávali letáky, prováděli osvětu – vysvětlovali lidem, kdo jsou to Kurdové a oč usilují. Vůbec osvětu a seznamování lidí ve světě s jejich kulturou považují za důležitou součást boje za práva Kurdů, za cennou pomoc jejich národu“ (Vovsová, 1996, s. 18).
Pamětníci uvádějí, že Svaz kurdských studentů zanikl, ale jeho členové se i nadále scházeli ke společným oslavám svátku Newroz. Po roce 1989 lze zaznamenat několik pokusů o založení nové organizace, ale žádosti nebylo vyhověno, pravděpodobně proto, že Kurdové byli spojováni s hrozbou terorismu.

## Kurdské občanské sdružení (KOM-KURD)
Kurdské občanské sdružení (KOM-KURD) je nestátní nezisková organizace, která byla založena v březnu 2003. Založení organizace umožnilo oficiální sdružování osob kurdské národnosti pobývajících na území České republiky a jejích českých přátel. Prostory organizace lze nalézt na adrese Pánská č. p. 1, Praha 1.
Teprve roku 2003 vznikem Kurdského občanského sdružení se oficiálně obnovila tradice sdružování Kurdů. KOM-KURD (Zkratka vychází z kurdského označení „komela kurdî“, v českém překladu kurdské sdružení) navázal na činnost svazu ve stejném duchu, právě i díky tomu, že většinou zakládajících členů byly stejné osoby. Při založení stáli dva turečtí Kurdové, jeden syrský a íránský. 
Jednou z hlavních myšlenek při založení sdružení byl záměr přitáhnout pozornost a získat na svoji stranu veřejné mínění. Informací bylo málo a režimy, které okupují území Kurdistánu, se snaží vytvořit embargo, aby se informace nedostávaly dál. Proto se o Kurdech moc neví. Posláním organizací v celé Evropě bylo vytvořit centrum nebo organizaci, která bude informovat o dění v Kurdistánu, představovat kulturu a navázat vztahy s lidmi v nové společnosti. Tak to mu bylo i u nás“ (Rachid Khalil, 2011).
Mezi hlavní cíle patří posilování česko-kurdských vztahů a zároveň prezentace kurdské kultury tak, aby veřejnost získala větší povědomí o tomto národu a jeho bohaté historii (Stanovy, 2003).Za tímto účelem sdružení pořádá rozmanité kulturní či společenské akce jako jsou přednášky či umělecké prezentace. Sdružení sleduje dění v České republice, shromažďuje informace o Kurdech a Kurdistánu napsané českými autory (především z tisku) a zároveň publikuje vlastní články. Sdružení provozuje své facebookové stránky , které jsou vedeny v českém jazyce. 
Sdružení KOM-KURD funguje především na základě iniciativy a podpory vlastních členů. „Sdružení není podmínkou toho, jestli tady budeme mít nějaké aktivity nebo ne. I v době, kdy tu neexistovala žádná oficiální organizace, Kurdové společně slavili nový rok. Když byla nějaká větší událost v zemi, tak tady prostě byla i reakce, že jsme šli protestovat. Nepotřebovali jsme k tomu organizaci. I bez sdružení jsme měli spolu kontakty a podnikali jsme nějaké akce“ (Rachid Khalil, 2011).
Dobrovolnost je všudypřítomná, odráží se i ve způsobu financování. Sdružení je financováno z vlastních zdrojů. (tvořených příspěvky členů)" 